# Kruhová cihelna (Olomouc)
Kruhová cihelna je industriální historická budova postavená v někdejší obci Kyselov, dnes v Kyselovské ulici v olomoucké městské části Slavonín. Její stavba byla zahájena roku 1859 a v letech 1883–1884 byla modernizována. Ve své době se jednalo o velmi progresivní podnik, který vyráběl cihly v kruhové peci Hoffmannova typu, přičemž svými výrobky zásoboval většinu staveb v Olomouci. Výroba byla ukončena v 70. letech 20. století, načež opuštěná budova začala chátrat a na počátku 21. století již byla v havarijním stavu, do roku 2016 však byla po rozsáhlé rekonstrukci obnovena. Objekt je zapsán v ústředním seznamu nemovitých kulturní památek České republiky jako ojedinělý typ technické památky v olomouckém okrese.

## Popis
Objekt olomoucké kruhové cihelny sestává z patrové oválné budovy, přičemž přízemí je zděné z cihel, obehnané předsazenou dřevěnou stříškou, která je nesena dřevěnými trámy. Horní patro, kde se nacházela nadpecní sušárna, má dřevěnou konstrukci, jeho obvodová stěna je obložena dřevěnými deskami, a celé je předsazené před spodní patro přibližně o 1,5 m. Konstrukci podepírají dřevěné sloupky. Celou stavbu kryje eternitová nízká sedlová a na koncích půlkuželová střecha. Z jejího hřebene vystupuje šest hranolových větracích vikýřů krytých jehlancovou stříškou. Uprostřed stavby se tyčí tovární komín kruhového půdorysu s podélnými vpadlinami po obvodu, vystavěný z režných cihel.
Uvnitř se nachází osmnáctikomorová cihlářská pec. Pálicí kanál s 18 klenutými zavážecími otvory o šířce 0,9 až 1 metr kopíruje obvod stavby. V jeho klenbě jsou tzv. sypáky, násypné otvory na uhlí, rozmístěné v pěti řadách. Na jeho vnitřní straně je při podlaze 18 klenutých ústí komínových průduchů vedoucích do sběrného kouřového kanálu v podélné ose stavby. Tento kanál má ve své klenbě kovové tyče určené k manipulaci se zvonovými ventily, které uzavíraly kouřovody.

## Historie
Cihly se v Kyselově (který se roku 1950 dostal pod správu obce Slavonín a od roku 1974 je i se Slavonínem součástí Olomouce.) vyráběly již nejméně od 16. století. Cihelna patřila městu a své nevolnické povinnosti si v ní odpracovávala většina poddaných z této obce, včetně odvozu cihel na vlastních povozech či údržbě přístupové cesty. Město cihelnu pronajímalo soukromníkům, z nichž poslední byl pachtýř Matouš Pelz, od něhož ji roku 1851 převzalo do vlastní správy.
Výstavba dnešního objektu byla zahájena roku 1859, kdy byl také vztyčen jeho komín. Nejvýznamnější pro budoucnost cihelny byly roky 1883 až 1884, kdy byla její výroba modernizována, a to především výstavbou tzv. Hoffmanovy kruhové pece, spuštěné roku 1885. Licenci na výstavbu pece zakoupil od Friedricha Hoffmanna cihlářský podnikatel Heinrich Drasche von Wartinberg a vídeňský stavitel Franz Breitenecker pak novou pec vyprojektoval. Pec měla na oválném půdorysu 14 oddělených komor, které se postupně plnily hliněnými kvádry. To umožňovalo nepřetržitý provoz, neboť v době, kdy se v některých komorách hlína teprve začínala vypalovat, z jiných už se vytahovaly hotové cihly. Již v roce 1887 se zde vypálily 3 miliony cihel, a když byla roku 1891 pec prodloužena o další čtyři komory a jejich počet tak zvýšen na 18, zvedla se roční výroba na 4 miliony kusů, a podnik se tak stal zdrojem cihel pro většinu olomouckých staveb.
Komín cihelny byl dodatečně nadstaven, přičemž horní část byla tvořena jen jedním pláštěm. Díky tomu komín získal velmi neobvyklý stupňovitý tvar a výšku 37 metrů.
Po vzniku samostatného Československa si roku 1920 místní odbor Národní jednoty v cihelně pronajal jednu místnost a otevřel v ní českou školu, čímž se snažil zvrátit národnostní situaci v převážně německo-jazyčné obci. Ve třicátých letech 20. století na podnik dopadla hospodářská krize, která negativně poznamenala odbyt jeho výrobků, ale již roku 1937 se výroba opět vrátila na předchozí 4 miliony cihel ročně. V této době patřila mezi aktivity cihelny také těžba kvalitního písku.
Roku 1946 byla cihelna znárodněna. Od 3. května 1958 je budova chráněna jako nemovitá kulturní památka, ovšem cihly se zde s využitím cihlářské hlíny těžené v sousedních Nemilanech vyráběly ještě až do 70. let 20. století. Poté byla opuštěna, a i když roku 1975 olomoucký historik a památkář Leoš Mlčák ještě konstatoval její dobrý stav pouze s potřebou zabezpečit komín, cihelna postupně chátrala, až se nakonec dostala do zcela dezolátního stavu. V 90. letech 20. století se uvažovalo, že zde bude pěstírna žampionů nebo také expozice staré cihelny s historickými strojními zařízeními z Moravy, ovšem žádný z plánů se neuskutečnil a opuštěnou budovu používali jako úkryt lidé bez domova. Majitelem v té době bylo město Olomouc, které ji roku 2007 prodalo firmě Profi-tisk group.

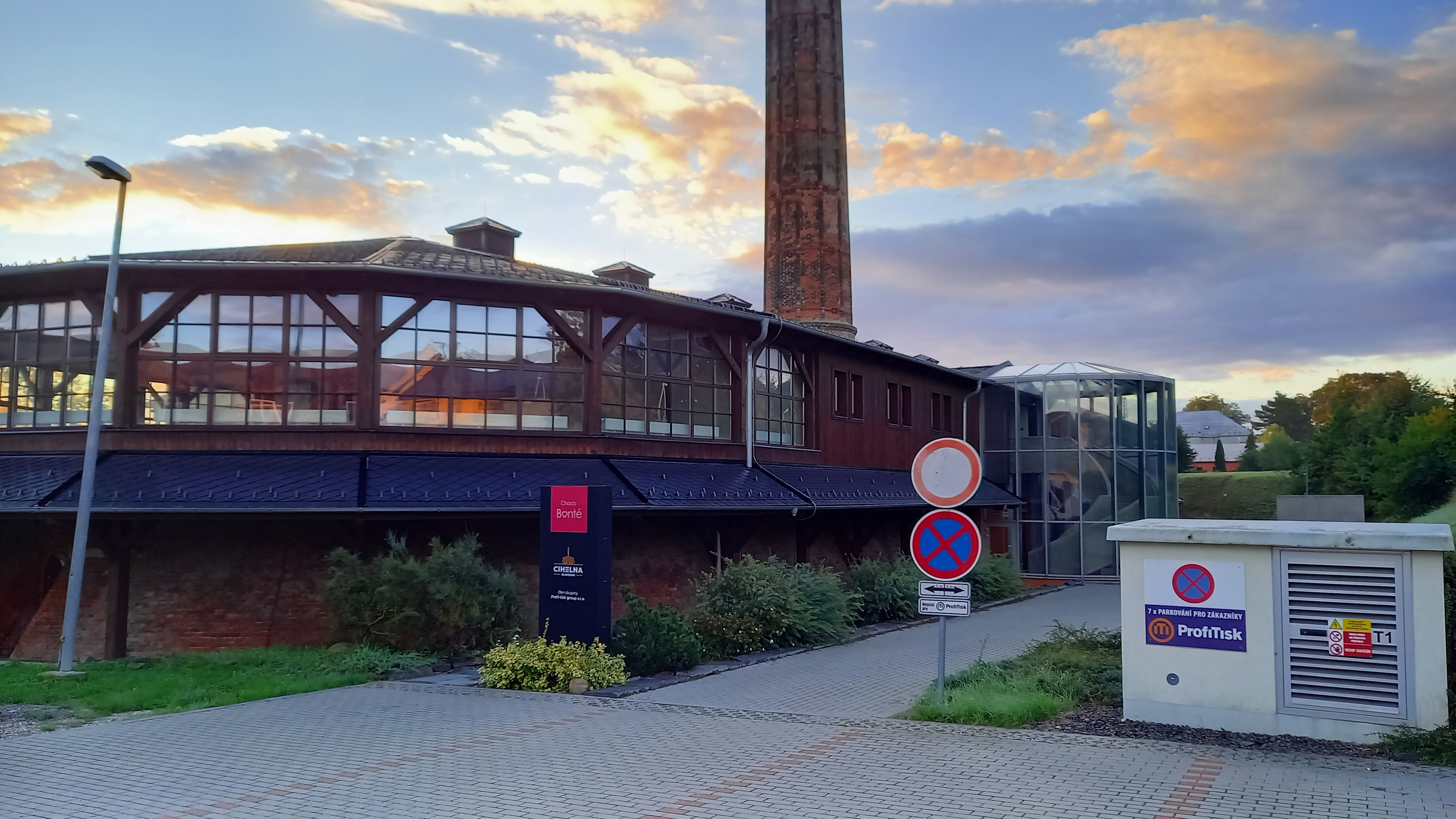
Severní část cihelny s prosklenou nadstavbou po rekonstrukci

Téhož roku nechal nový majitel vypracovat projekt obnovy objektu, který měl být přestaven na turistický penzion se sportovním centrem, kancelářemi, restaurací, vinárnou a uměleckou galerií. Tyto plány sice nebyly naplněny, ovšem společnost nakonec na podzim roku 2010 rekonstrukci přece jen zahájila, a to za účelem přestavby na průmyslový objekt s polygrafickou výrobou.
Přestavbu provedla zlínská firma Průmyslové stavby. Mezi prvními opravenými částmi byl ještě téhož roku komín, z něhož byla zároveň odstraněna horní nadstavba, takže ztratil svůj charakteristický tvar. V letech 2011 až 2012 byla zchátralá dřevěná nadpecní sušárna nahrazena replikou, přičemž dodržen byl jak původní druh materiálu, tak i původní prostor a původní stavební řešení. V severní polovině je replika prosklená a byl do ní umístěn provoz výroby tiskařského materiálu. Na západní straně bylo doplněno schodiště a na východní straně byla bývalá cihelna propojena se sousední skladištní halou. Obnova byla dokončena roku 2016.